# Vasile Arvinte
Vasile Arvinte (* 26. Dezember 1927 in Voinești, Kreis Iași; † 11. Dezember 2011) war ein rumänischer Rumänist.

## Leben
Arvinte schloss 1950 sein Studium in Iași ab und machte ebenda eine Karriere als Wissenschaftler. Von 1958 bis 1962 war er Lektor für Rumänisch an der Humboldt-Universität zu Berlin. Er promovierte dort 1962 mit den Arbeiten Die deutschen Entlehnungen in den rumänischen Mundarten nach den Angaben des Rumänischen Sprachatlasses (Berlin 1971) und Die Rumänen. Ursprung, Volks- und Landesnamen (Tübingen 1980). Er lehrte von 1964 bis 1965 an der Universität Dijon und war von 1965 bis 1967, sowie von 1972 bis 1974 Gastprofessor in Bonn, Köln und Freiburg. Ab 1969 war er an der Universität Alexandru Ioan Cuza Iași Professor für rumänische Sprache und Literatur (zeitweise auch Dekan und Prorektor).

## Werke
- Terminologia exploatării lemnului și a plutăritului, Iași 1957
- (Hrsg.mitarbeit) Siebenbürgen als Beispiel europäischen Kulturaustausches, hrsg. von Paul Philippi, Köln/Wien 1975
- Român, românesc, România, Bacău 1983, 2004, 2008
- (mit anderen) Noul atlas lingvistic al României: Moldova și Bucovina, Bukarest 1987
- (Hrsg. mit anderen) Biblia 1688, Iași 1988–1997, 2001–2002 (Monumenta Linguae Dacoromanorum I-V)
- Raporturi lingvistice româno-germane. Contribuții etimologice, hrsg. von Alexandru Gafton, Bacău 2002
- Normele limbii literare în opera lui Ion Creangă, Iași 2002
- Studii de istorie a limbii române, Iași 2006 (Aufsatzsammlung)
- Normele limbii literare în opera lui I.L. Caragiale, Iași 2007
- Normele limbii literare în opera lui Mihai Eminescu, Iași 2008
- (Hrsg.) Palia de la Orăștie, 2 Bde., Iași 2005–2007